# ساونا فنلندية
الساونا الفنلندية ، (بالسويدية: bastu) هي جزء كبير من الثقافة الفنلندية والإستونية.
تم إدراجها في قوائم التراث الثقافي غير المادي لليونسكو في اجتماع 17 ديسمبر 2020 للجنة الحكومية الدولية التابعة لليونسكو لحماية التراث الثقافي غير المادي . وفقًا لما صرحت به الدولة، تلتزم وكالة التراث الفنلندية ، جنبًا إلى جنب مع مجتمعات الساونا الفنلندية ومروجي ثقافة الساونا، بالحفاظ على حيوية تقاليد الساونا وإبراز أهميتها كجزء من العادات والرفاهية. وفي حالة إستونيا، فقد أدرجت منظمة اليونسكو للتراث الثقافي غير المادي تقليد تدخين الساونا منذ عام 2014.
كلمة ساونا نفسها هي من أصل فنلندي .